# Udea rhododendronalis
Udea rhododendronalis is een vlinder uit de familie van de grasmotten (Crambidae), uit de onderfamilie van de Spilomelinae. De wetenschappelijke naam van deze soort is voor het eerst voorgesteld als Botys rhododendronalis door Philogène-Auguste-Joseph Duponchel in een publicatie uit 1834.

## Verspreiding
De soort komt voor in Spanje, Frankrijk, Duitsland, Zwitserland, Oostenrijk, Italië, Bosnie en Herzegovina, Servië, Montenegro, Albanië, Noord-Macedonië, Bulgarije en Griekenland.

## Ondersoorten
- Udea rhododendronalis rhododendronalis (Duponchel, 1834)
- Udea rhododendronalis luquetalis P. Leraut, 1996
- Udea rhododendronalis ventosalis P. Leraut, 1996